# Lepidochrysops barnesi
Lepidochrysops barnesi is een vlinder uit de familie van de Lycaenidae. De wetenschappelijke naam van de soort is voor het eerst geldig gepubliceerd in 1954 door Pennington.